# Municipio de Rockford (Dakota del Norte)
El municipio de Rockford (en inglés: Rockford Township) es un municipio ubicado en el condado de Renville en el estado estadounidense de Dakota del Norte. En el año 2010 tenía una población de 47 habitantes y una densidad poblacional de 0,5 personas por km².

## Geografía
El municipio de Rockford se encuentra ubicado en las coordenadas 48°51′28″N 101°56′42″O / 48.85778, -101.94500. Según la Oficina del Censo de los Estados Unidos, el municipio tiene una superficie total de 93.13 km², de la cual 93,08 km² corresponden a tierra firme y (0,04 %) 0,04 km² es agua.

## Demografía
Según el censo de 2010, había 47 personas residiendo en el municipio de Rockford. La densidad de población era de 0,5 hab./km². De los 47 habitantes, el municipio de Rockford estaba compuesto por el 100 % blancos. Del total de la población el 0 % eran hispanos o latinos de cualquier raza.